# Espace polonais
En mathématiques, un espace métrisable à base dénombrable (ou séparable, cela revient au même pour un espace métrisable) est un espace polonais si sa topologie peut être définie par une distance qui en fait un espace complet. Tout espace compact métrisable, tout sous-espace fermé ou ouvert d'un espace polonais, tout produit dénombrable d'espaces polonais, tout espace de Banach séparable est un espace polonais.
Cette terminologie a été introduite par le groupe Bourbaki, dans le volume sur la topologie générale de ses Éléments de mathématique. C'est en fait Roger Godement, qui fut membre du groupe, qui en est à l'origine à la suite de sa proposition en 1949. De son propre aveu c'était, à la fois, humoristique et un hommage aux travaux des mathématiciens polonais dans le domaine de la topologie, notamment Casimir Kuratowski, Alfred Tarski et Wacław Sierpiński.

## Exemples
- Tout espace localement compact à base dénombrable est polonais (c'est un ouvert dans son compactifié d'Alexandrov) : R ou encore Rd sont des exemples importants d'espaces polonais.
- L'intervalle ouvert ]0, 1[ est homéomorphe à R donc il est polonais (alors que pour la distance usuelle, qui est la première qu'on envisagerait parmi celles qui définissent sa topologie, il n'est pas complet, puisque non fermé dans R).
- Il existe cependant de nombreux espaces polonais intéressants dans lesquels tout compact est d'intérieur vide, par exemple les espaces de Banach séparables de dimension infinie (à cause du théorème de Riesz) ou encore l'espace polonais fondamental NN (appelé souvent l'espace de Baire, d'où ambiguïté avec la notion d'espace de Baire) qui, à homéomorphisme près, est le seul espace polonais totalement discontinu dans lequel tout compact est d'intérieur vide.
- Certains espaces usuels de l'analyse ou de l'analyse fonctionnelle sont polonais, mais d'autres ne le sont pas, comme l'espace de Banach non séparable ℓ∞.

## Propriétés
- De manière générale, un sous-espace d'un espace polonais est lui-même polonais si et seulement si c'est un Gδ de l'espace, c'est-à-dire une intersection dénombrable d'ouverts (voir Hiérarchie de Borel). Ainsi les espaces polonais sont identifiables aux Gδ du cube de Hilbert.
- Les espaces polonais sont des espaces de Baire. Autrement dit, dans un espace polonais le complémentaire d'une partie maigre est dense.
- En particulier, si on ôte d'un espace polonais P sans points isolés un ensemble dénombrable D, il reste un sous-espace dense polonais J dont tout compact est d'intérieur vide ; si P est un intervalle de R et D l'ensemble des rationnels contenus dans P, ce qui reste est de plus totalement discontinu et donc homéomorphe à NN (appelé du coup souvent espace des irrationnels ; pour P = ]0, 1[, la décomposition en fraction continue donne un homéomorphisme entre J et NN).
- Toute mesure μ (bornée ou σ-finie) sur la tribu borélienne d'un espace polonais est intérieurement régulière : pour tout borélien B on a µ(B) = sup {µ(K) | K compact inclus dans B}. Par conséquent, tout borélien est la réunion Kσ (une réunion dénombrable de compacts) et d'un ensemble μ-négligeable.
- De ce qui précède on déduit que [0, 1] est la réunion d'un Kσ maigre et d'un Gδ négligeable pour la mesure de Lebesgue. C'est une espèce de paradoxe, les ensembles maigres dans un espace de Baire étant « négligeables » du point de vue topologique.
- Tout borélien non dénombrable d'un espace polonais a la puissance du continu[2].